# The Dominators
The Dominators é o primeiro serial da sexta temporada clássica da série de ficção científica britânica Doctor Who, que foi transmitido originalmente na BBC1 em cinco partes semanais entre 10 de agosto e 7 de setembro de 1968. Foi escrito por Mervyn Haisman e Henry Lincoln sob o pseudônimo "Norman Ashby" e dirigido por Morris Barry.
Na história, o viajante do tempo conhecido como o Segundo Doutor (Patrick Troughton) e seus acompanhantes de viagem Jamie McCrimmon (Frazer Hines) e Zoe Heriot (Wendy Padbury) trabalham com os dulcianos do planeta Dulkis para impedir que os alienígenas chamados Dominadores explodam Dulkis e usem seus restos irradiados como combustível de nave espacial.

## Enredo
Uma nave alienígena carregando os arrogantes e cruéis Dominadores chega ao pacífico planeta Dulkis. Eles aterrissam na Ilha da Morte, um local de testes nucleares que agora possui um museu anti-guerra e absorve toda a radiação da ilha. Os Dominadores enviam robôs chamados Quarks para preparar o ataque ao planeta, já que querem convertê-lo em combustível da nave espacial. Enquanto isso, a TARDIS chega em outra área da ilha com o Segundo Doutor, Jamie e Zoe a bordo. Eles devem convencer os habitantes extremamente pacíficos do planeta da ameaça diante deles antes de se tornarem escravos em seu próprio planeta.

## Produção
O episódio 3 não é numerado em tela. Os Quarks foram criados como uma tentativa de criar um monstro com o mesmo potencial de merchandising que os populares Daleks. Os dulcianos pacifistas foram originalmente concebidos como uma sátira na subcultura hippie dos anos 1960.
Este serial era originalmente composto por seis episódios, mas foi considerado sem conteúdo para isso e foi reduzido a cinco episódios no estágio avançado de produção. O produtor Peter Bryant ordenou que os roteiristas Mervyn Haisman e Henry Lincoln não escrevessem o sexto episódio e o editor de roteiro Derrick Sherwin reescreveu o quinto episódio para fornecer uma conclusão. Haisman e Lincoln não foram informados disso, nem do merchandising da BBC sobre os Quarks, o que levou à sua recusa em escrever novamente para a série. Posteriormente, um episódio adicional teve que ser escrito para o serial seguinte, The Mind Robber, também dividindo a história em cinco partes.
Wrotham Quarry, em Addington (Kent), Kent, foi usado como a superfície do planeta Dulkis.
Patrick Troughton estava ausente de todas as sessões de filmagem em locações. Um dublê desempenha o papel do Doutor nessas cenas, com o rosto claramente visível em algumas cenas.